# رينا غاسيموفا
رينا غاسيموفا (بالأذرية: Rəna Qasımova)‏ هي عَالِمَة حاسوب أذربيجانية، ولدت في 30 نوفمبر 1961 في باكو في أذربيجان.